# Время в Восточном Тиморе
В Восточном Тиморе (Тимор - Лесте) используется Восточное Тиморское время(TLT), которое соответствует часовому поясу UTC+9. (на 6 часов раньше, чем в Москве).
Основная религия – католицизм, его придерживается почти 97% граждан. Жители острова Атауро – в основном протестанты.
Большая часть территории – горная. На востоке расположены плато, а на юге есть низины.
Климат субтропический, муссонный. Температура круглый год достигает +33-35 градусов, вода прогревается до 26-28 градусов.

## История
Там всегда был часовой пояс UTC+9.. Обоснование этому не найдено.

## Разница во времени с соседними странами
| Страна    | Разница во времени                     |
| --------- | -------------------------------------- |
| Индонезия | (UTC+7) -2 часа круглогодично          |
| Индонезия | (UTC+8) -1 час круглогодично           |
| Индонезия | (UTC+9) Одинаковое время круглогодично |